# Deichgräberrute
Die Deichgräberrute war eine der vier in Preußen zugelassenen Ruten. Das preußische Längenmaß war nur im Graben- und Deichbau, bei der Steinbrückenunterhaltung und ähnlichen Arbeiten zulässig. Die anderen drei Ruten waren die Culmische Rute, Oletzkosche Rute (als Kammerrute) und die Rheinländische Rute. 
- 1 Deichgräberrute = 15 Fuß (1 Preuß.= 0,314 Meter) = 4,708 Meter
- 4 Deichgräberrute (alte) = 5 Ruten (1 Preuß. = 3,766 Meter)